# Impersonalitat semàntica
La impersonalitat semàntica consisteix en no explicitar l'agent de l'acció o el subjecte semàntic d'una oració. A vegades, el motiu és perquè no n'hi ha, però d'altres és perquè no interessa explicitar-lo o perquè el predicat podria ser considerat universalment vàlid.
En aquest sentit, són oracions impersonals semàntiques oracions com les següents: un no sap què fer; en aquella cova passes un fred terrible.
Una oració pot ser a la vegada impersonal sintàctica i impersonal semàntica. Totes les impersonals sintàctiques són impersonals semàntiques, però no a la inversa.

## Classe d'impersonals semàntiques
- Impersonals eventuals: en certs contextos, la 3a persona del plural és una marca d'impersonalitat. El subjecte gramatical de l'oració s'ha omès per tal d'indicar que l'agent de l'acció o el subjecte semàntic és desconegut: truquen a la porta.
- Construccions amb el pronom indefinit un o hom: hom creu que la vida és un pur tràmit cap a la mort.
- Usos col·loquials de la 2a persona del singular tu: a la meva època, havies d'anar a peu a col·legi.[3]